# (100534) 1997 CM22
(100534) 1997 CM22 es un asteroide perteneciente al cinturón de asteroides, descubierto el 3 de febrero de 1997 por el equipo del Spacewatch desde el Observatorio Nacional de Kitt Peak, Arizona, Estados Unidos.

## Designación y nombre
Designado provisionalmente como 1997 CM22.

## Características orbitales
1997 CM22 está situado a una distancia media del Sol de 2,376 ua, pudiendo alejarse hasta 2,786 ua y acercarse hasta 1,967 ua. Su excentricidad es 0,172 y la inclinación orbital 0,393 grados. Emplea 1338,29 días en completar una órbita alrededor del Sol.

## Características físicas
La magnitud absoluta de 1997 CM22 es 16,3. Tiene 3,198 km de diámetro y su albedo se estima en 0,057.